# スパイキュール
スパイキュール（Spicule、2000年4月4日 - 没日不詳）は日本の競走馬、種牡馬。
馬名の由来は「太陽の周りで燃え上がる炎」。ダート戦では5連勝を含む7戦7勝でオープン特別勝ちを収めたが、その後故障を発症して底を見せぬまま引退し、種牡馬となった。

## 競走馬時代
サンデーサラブレッドクラブにて1口あたり200万円、総額8000万円で一口馬主が募集された。
デビューは3歳時、2003年の8月と遅かったが、芝1800メートル戦をアタマ差の2着としたあと、ダート1700メートル戦で2着に4馬身差を付け初勝利を挙げる。その後は芝とダートを交互に3戦し、ダートでは2馬身2分の1差で勝ったものの、芝での2戦は6着以下に終わり、以後はダート戦に専念した。
4歳となった2004年、9月に復帰すると岡部幸雄を鞍上に迎え、年末までに5連勝で500万円以下条件からオープンにまで躍進。とくにオープン特別のベテルギウスステークスは2着に5馬身差の圧勝であった。ところが翌2005年、重賞初挑戦となるはずだった根岸ステークスに向けての追い切りで右前脚の蹄骨を骨折。翌週の再検査で競走能力喪失と診断されたことから引退を余儀なくされた。

## 競走成績
以下の内容は、netkeiba.comおよびJBISサーチに基づく。
| 年月日     | 競馬場 | 競走名        | 格   | 距離（馬場）  | 頭数 | 枠番 | 馬番 | オッズ（人気） | 着順 | タイム（上り3F） | 着差 | 騎手       | 斤量（kg） | 勝ち馬/（2着馬）       |
| ---------- | ------ | ------------- | ---- | ------------- | ---- | ---- | ---- | -------------- | ---- | ---------------- | ---- | ---------- | ---------- | ---------------------- |
| 2003.08.02 | 函館   | 3歳未勝利     |      | 芝1800m（良） | 14   | 2    | 2    | 09.8（4人）    | 2着  | 1:52.5 (37.4)    | -0.0 | 青木芳之   | 56         | フェスティブスカイ     |
| 0000.08.17 | 札幌   | 3歳未勝利     |      | ダ1700m（良） | 11   | 4    | 4    | 01.6（1人）    | 1着  | 1:47.3 (37.7)    | -0.7 | 田中勝春   | 56         | （レイテストモデル）   |
| 0000.08.30 | 札幌   | 3歳上500万下  |      | 芝2000m（良） | 16   | 6    | 12   | 01.5（1人）    | 6着  | 2:03.0 (35.3)    | -0.7 | K.デザーモ | 54         | テイクミーハイヤー     |
| 0000.09.20 | 札幌   | 3歳上500万下  |      | ダ1700m（良） | 13   | 6    | 8    | 01.5（1人）    | 1着  | 1:46.7 (36.9)    | -0.4 | 北村宏司   | 53         | （アワセワザ）         |
| 0000.11.08 | 東京   | 立冬特別      | 1000 | 芝1800m（良） | 13   | 6    | 8    | 03.9（2人）    | 9着  | 1:49.2 (34.2)    | -0.3 | 田中勝春   | 55         | カノヤバトルクロス     |
| 2004.09.05 | 札幌   | 3歳上500万下  |      | ダ1700m（良） | 13   | 7    | 10   | 01.9（1人）    | 1着  | 1:45.1 (36.1)    | -0.8 | 岡部幸雄   | 57         | （メーンエベンター）   |
| 0000.10.17 | 東京   | 3歳上1000万下 |      | ダ1400m（良） | 9    | 7    | 7    | 01.7（1人）    | 1着  | 1:23.9 (35.9)    | -0.4 | 岡部幸雄   | 57         | （アドマイヤベッカム） |
| 0000.11.20 | 東京   | 3歳上1000万下 |      | ダ1400m（重） | 16   | 2    | 3    | 01.2（1人）    | 1着  | 1:24.0 (36.7)    | -0.7 | 岡部幸雄   | 57         | （シアトルユー）       |
| 0000.12.12 | 阪神   | 摩耶S         | 1600 | ダ1800m（良） | 14   | 2    | 2    | 01.2（1人）    | 1着  | 1:52.4 (36.2)    | -0.2 | 岡部幸雄   | 57         | （アドマイヤリッチ）   |
| 0000.12.25 | 阪神   | ベテルギウスS | OP   | ダ1800m（良） | 12   | 1    | 1    | 01.7（1人）    | 1着  | 1:50.7 (35.8)    | -0.8 | 岡部幸雄   | 57         | （ローマンエンパイア） |

## 種牡馬時代
兄弟や近親に活躍馬が多数いる（後述）本馬は、引退から1年後の2006年にビッグレッドファームで種牡馬入りした。初年度の種付け料は30万円（受胎条件）または50万円（出生条件）。初年度は71頭に種付けし、翌年以降もコンスタントに繁殖牝馬を集め、重賞未勝利の種牡馬としては高い人気を得ていた。2009年に初年度産駒がデビュー。地方競馬を中心に活躍馬を送り出している。2013年の種付けシーズン後にビッグレッドファームを退厩。2014年からは韓国で繋養される。
2016年を最後に種付けを行っていなかったが、2020年10月1日、斃死を理由として種牡馬登録を抹消される。マイネルセレクトとオーロマイスターとの同時の発表であり、正式な没日は不詳であるが、2016年12月20日に競馬評論家の古谷剛彦が韓国で種牡馬として過ごすスパイキュールを撮影した写真をTwitterに投稿しており、その日から2020年までの間に死亡したものと考えられる。

### 主な産駒
- 2007年生
  - スマートインパルス（勝島王冠、東京記念）[16]
- 2008年生
  - ホクセツサンデー（菊水賞、楠賞、園田金盃、姫山菊花賞、摂津盃）[17]
  - ナムラダイキチ（MRO金賞、オータムスプリントカップ2回、サラブレッド大賞典、中日杯2回、スプリングカップ、イヌワシ賞、北國王冠2回、オグリキャップ記念、百万石賞2回）[18]
  - コアレスバトラー（ライデンリーダー記念）[19]
- 2009年生
  - マザーフェアリー（新春ペガサスカップ）[20]
- 2010年生
  - コパノエクスプレス（黒潮菊花賞、土佐秋月賞、嘉瀬川賞、黒髪山賞）[21]
  - セトノプロミス（二十四万石賞、黒潮スプリンターズカップ、御厨人窟賞）[22]
- 2013年生
  - カツゲキキトキト（スプリングカップ、新春ペガサスカップ、新緑賞、駿蹄賞、東海ダービー、秋の鞍、東海菊花賞3回、名古屋記念2回、六甲盃、オグリキャップ記念2回、ゴールド争覇、マイル争覇2回、東海桜花賞、名港盃、くろゆり賞）[23]
  - ディアマルコ（のじぎく賞、高知優駿、兵庫サマークイーン賞3回、黒潮菊花賞、土佐秋月賞、佐賀ヴィーナスカップ）[24]
  - プリンシアコメータ（クイーン賞、レディスプレリュード、エンプレス杯、ブリーダーズゴールドカップ）

## 血統表
| スパイキュールの血統（サンデーサイレンス系／アウトクロス） | スパイキュールの血統（サンデーサイレンス系／アウトクロス） | スパイキュールの血統（サンデーサイレンス系／アウトクロス） | （血統表の出典）      | （血統表の出典） |
| 父 *サンデーサイレンス 1986 青鹿毛                         | 父の父Halo 1969 黒鹿毛                                     | Hail to Reason                                             | Turn-to               | Turn-to          |
| 父 *サンデーサイレンス 1986 青鹿毛                         | 父の父Halo 1969 黒鹿毛                                     | Hail to Reason                                             | Nothirdchance         |                  |
| 父 *サンデーサイレンス 1986 青鹿毛                         | 父の父Halo 1969 黒鹿毛                                     | Cosmah                                                     | Cosmic Bomb           | Cosmic Bomb      |
| 父 *サンデーサイレンス 1986 青鹿毛                         | 父の父Halo 1969 黒鹿毛                                     | Cosmah                                                     | Almahmoud             |                  |
| 父 *サンデーサイレンス 1986 青鹿毛                         | 父の母Wishing Well 1975 鹿毛                               | Understanding                                              | Promised Land         | Promised Land    |
| 父 *サンデーサイレンス 1986 青鹿毛                         | 父の母Wishing Well 1975 鹿毛                               | Understanding                                              | Pretty Ways           |                  |
| 父 *サンデーサイレンス 1986 青鹿毛                         | 父の母Wishing Well 1975 鹿毛                               | Mountain Flower                                            | Montparnasse          | Montparnasse     |
| 父 *サンデーサイレンス 1986 青鹿毛                         | 父の母Wishing Well 1975 鹿毛                               | Mountain Flower                                            | Edelweiss             |                  |
| 母 *クラフティワイフ 1985 栗毛                             | 母の父Crafty Prospector 1979 栗毛                          | Mr. Prospector                                             | Raise a Native        | Raise a Native   |
| 母 *クラフティワイフ 1985 栗毛                             | 母の父Crafty Prospector 1979 栗毛                          | Mr. Prospector                                             | Gold Digger           |                  |
| 母 *クラフティワイフ 1985 栗毛                             | 母の父Crafty Prospector 1979 栗毛                          | Real Crafty Lady                                           | In Reality            | In Reality       |
| 母 *クラフティワイフ 1985 栗毛                             | 母の父Crafty Prospector 1979 栗毛                          | Real Crafty Lady                                           | Princess Roycraft     |                  |
| 母 *クラフティワイフ 1985 栗毛                             | 母の母Wife Mistress 1979 栗毛                              | Secretariat                                                | Bold Ruler            | Bold Ruler       |
| 母 *クラフティワイフ 1985 栗毛                             | 母の母Wife Mistress 1979 栗毛                              | Secretariat                                                | Somethingroyal        |                  |
| 母 *クラフティワイフ 1985 栗毛                             | 母の母Wife Mistress 1979 栗毛                              | Political Payoff                                           | Buckpasser            | Buckpasser       |
| 母 *クラフティワイフ 1985 栗毛                             | 母の母Wife Mistress 1979 栗毛                              | Political Payoff                                           | Tiny Request F-No.9-a |                  |

- 半兄にマイラーズカップを勝ったビッグショウリ（父ノーザンテースト）、中山グランドジャンプを勝ったビッグテースト（父ノーザンテースト）がいる[3]。
- 半姉ブリリアントベリー（父ノーザンテースト）の産駒に、天皇賞（秋）とマイルチャンピオンシップのGI競走2勝を含め重賞9勝のカンパニー、アルゼンチン共和国杯を勝ったレニングラード、毎日杯勝ち馬のヒストリカルがいる。半姉エヴリウィスパー（父ノーザンテースト）の産駒には天皇賞（秋）など重賞4勝のトーセンジョーダン、京都新聞杯勝ち馬のトーセンホマレボシがいる[25]。

母クラフティワイフは準重賞2勝で、3代以上先の一族にはそれなりに活躍馬はいるものの、近親には準重賞勝ち馬や重賞入着馬がわずかにいる程度であった。それにもかかわらず、引退後に日本に輸入されると、産駒は中央競馬で合計50勝以上を挙げ、獲得賞金の総額は13億円以上。1億円以上の賞金を獲得した産駒は重賞勝ち馬2頭を含めて6頭という、高いレベルで安定した産駒成績を収めた。